# Duncan Ferguson
Duncan Cowan Ferguson (* 27. Dezember 1971 in Stirling) ist ein schottischer Fußballtrainer und ehemaliger -spieler.

## Karriere
Fergusons Jugendverein war Carse Thistle in seiner Heimat Schottland. 1990 wechselte er in die erste Mannschaft von Dundee United. Er absolvierte 77 Ligaspiele, in denen er 28-mal für Dundee United traf. In der Saison 1993/94 war der Stürmer bei den Glasgow Rangers unter Vertrag, für die er in 14 Ligaspielen 2 Tore erzielte. Von 1994 bis 1998 war der FC Everton seine erste Station in der englischen Premier League (116 Spiele, 37 Treffer). 1999/2000 spielte Ferguson für ein Jahr (30 Spiele, 8 Tore) bei Newcastle United, ehe er wieder zu Everton zurückkehrte. Für Everton absolvierte er dann weitere 116 Ligaspiele und schoss 24 Tore, bevor sein Vertrag dort zum Saisonende 2005/2006 auslief und er seine Karriere beendete.
Ferguson spielte siebenmal im schottischen Fußballnationalteam, bevor er in der Spielzeit 1997/98 seinen Rücktritt vom internationalen Fußball erklärte.
1994 kam er als erster europäischer Fußballspieler für ein Foul ins Gefängnis. Während eines Spieles gegen die Raith Rovers gab er dem Gegenspieler John McStay einen Kopfstoß und musste dafür 44 Tage ins Gefängnis.
Ferguson war im Dezember 2019 nach der Entlassung von Marco Silva kurzzeitig Interimstrainer Evertons und führte den Klub zu einem 3:1-Erfolg über den FC Chelsea. Nach der Verpflichtung von Carlo Ancelotti als neuem Cheftrainer wurde er Teil von dessen Trainerstab. Mit der Entlassung von Ancelottis Nachfolger Rafael Benítez im Januar 2022 wurde Ferguson vom Klub erneut als Interimstrainer eingesetzt. Er betreute die Mannschaft in einer Ligapartie (0:1 gegen Aston Villa) und gehörte anschließend bis Saisonende zum Trainerstab des neuen Cheftrainers Frank Lampard. Im Sommer 2022 verließ er Everton mit dem Ziel, selbst Cheftrainer zu werden. Im Januar 2023 wurde Ferguson als Cheftrainer des abstiegsgefährdeten Drittligisten Forest Green Rovers vorgestellt und unterzeichnete einen Fünfjahresvertrag. Nach nur einem Sieg aus 18 Partien und dem Abstieg als Tabellenletzter wurde Ferguson nach weniger als sechs Monaten bereits Anfang Juli 2023 wieder entlassen. Im September 2023 wurde er neuer Trainer des schottischen Zweitligisten Inverness Caledonian Thistle. Unter Ferguson stieg das Team am Ende der Saison 2023/24 in die dritte Liga ab. Dort arbeitete Ferguson ohne Bezahlung, wurde aber am 23. Oktober 2024 beim in finanziellen Schwierigkeiten befindlichen Klub entlassen, nachdem der Verein Insolvenz anmelden musste.

## Erfolge
- 1992: Teilnahme an der Fußball-EM in Schweden (1 Einsatz)
- 1994: Schottischer Meister mit den Glasgow Rangers
- 1994: Schottischer Ligapokalsieger mit den Glasgow Rangers
- 1995: Fußballer des Monats Februar in der englischen Premier League
- 1995: Englischer Pokalsieger mit dem FC Everton